# 勒德洛級護航驅逐艦
勒德洛級護航驅逐艦（英語：Rudderow-class destroyer escort），是美國海軍在第二次世界大战期間建造的一個護航驅逐艦艦級，專門用於船團護航以及反制敵軍潛艇用。
本艦級計劃建造252艘，22艘建成，51艘改建為克羅斯利級高速運輸艦，180艘在二戰末取消建造。
二戰後，美國海軍將部份勒德洛級艦隻轉售予中華民國、南韓等國海軍，其餘轉入預備艦隊直至退役。

## 外部連結
- （英文）Destroyer History.org - Rudderow-class destroyer escort （页面存档备份，存于）